# Rhodactis osculifera
Rhodactis osculifera is een Corallimorphariasoort uit de familie van de Discosomidae. De wetenschappelijke naam van de soort werd in 1817 voor het eerst geldig gepubliceerd door Charles Alexandre Lesueur.